# Alan Simpson
Alan Kooi Simpson (Denver, Colorado; 2 de septiembre de 1931‐Cody, Wyoming; 14 de marzo de 2025) fue un político estadounidense, miembro del Partido Republicano, que representó a Wyoming en el Senado de los Estados Unidos (1979-97). También fue copresidente de la Comisión Nacional de Responsabilidad y Reforma Fiscal con el copresidente del Partido Demócrata, Erskine Bowles, de Carolina del Norte.
Nacido en Denver (Colorado), Simpson se graduó en la Facultad de Derecho de la Universidad de Wyoming (1958). Simpson fue miembro de la Cámara de Representantes de Wyoming (1965-77) y ganó la elección al Senado de los Estados Unidos (1978). Su padre, Milward Simpson, había ocupado el mismo escaño (1962-67). Simpson fue el líder republicano del Senado (1985-95). Después de cumplir tres mandatos en el Senado, Simpson declinó presentarse a la reelección en 1996.
Desde que dejó el cargo, Simpson ha ejercido la abogacía y ha enseñado en diferentes universidades. También ha formado parte de la Comisión de Continuidad del Gobierno, la Comisión de Monumentos de Batalla de Estados Unidos y el Grupo de Estudio de Irak. En 2010, el presidente Barack Obama le nombró copresidente de la Comisión Nacional de Responsabilidad y Reforma Fiscal, que hizo varias recomendaciones sobre formas de reducir la deuda nacional. Ha sido un firme defensor de la modificación de la Constitución de EE. UU. para anular el caso Citizens United v. FEC (2010) y permitir que el Congreso establezca límites razonables a los gastos de campaña en las elecciones estadounidenses.

## Primeros años
Simpson nació en Denver, Colorado, hijo de Milward Simpson y de la antigua Lorna Kooi. Su segundo nombre, Kooi, proviene de su abuelo materno, cuyos padres eran inmigrantes neerlandeses. En su juventud, Simpson fue Boy Scout, y una vez visitó a los Boy Scouts japoneses-americanos que, junto con sus familias, habían sido internados cerca de Ralston, Wyoming, durante la Segunda Guerra Mundial. Allí entabló amistad con Norm Mineta, que más tarde se convertiría en miembro de la Cámara de Representantes de los Estados Unidos por California y en Secretario de Transporte de los Estados Unidos del Presidente George W. Bush. Mineta y Simpson trabajaron juntos en el Congreso y en la Junta de Regentes de la Institución Smithsoniana, y siguen siendo amigos cercanos.
Simpson tiene un hermano mayor, Peter K. Simpson, de Cody, historiador y antiguo administrador de la Universidad de Wyoming en Laramie, que fue miembro de la Cámara de Representantes de Wyoming de 1981 a 1984, representando al Condado de Sheridan, mientras era administrador del Sheridan College. Pete Simpson fue el candidato republicano a la gobernación en 1986, habiendo aspirado al cargo mientras su hermano menor servía en el Senado de los Estados Unidos.
Una de las niñeras de los Simpson de joven fue el futuro vicegobernador y superintendente de educación de Luisiana, Bill Dodd, que de joven jugó al béisbol en Cody con Milward Simpson.
Simpson llegó a medir 201 cm y se convertiría en el senador más alto de la historia de Estados Unidos hasta que fue superado por Luther Strange, de 206 cm, en 2017, 20 años después de su retirada. Más tarde afirmaría que había encogido hasta los 195,5 cm a los 85 años.
Alan Simpson se graduó en la Cody High School de Cody (Wyoming) en 1949 y asistió a la Cranbrook School de Bloomfield Hills (Míchigan) en 1950 para cursar un año de posgrado. En 1954 se licenció en Ciencias por la Universidad de Wyoming y en 1958 se doctoró en Derecho. Al igual que su hermano, fue miembro de la fraternidad Alpha Tau Omega de la Universidad de Wyoming.
En 1954, se casó con Susan Ann Schroll, que era una compañera de la UW de Greybull, Wyoming. Sirvió en el Ejército de los Estados Unidos en Alemania de 1955 a 1956, con el 10.º Regimiento de Infantería, Quinta División de Infantería, y con el 12.º Batallón de Infantería Blindada, Segunda División Blindada.
Simpson tuvo varios encontronazos con la ley durante su juventud. Un informe amicus presentado ante el Tribunal Supremo de los Estados Unidos en los casos de encarcelamiento de menores Graham v. Florida y Sullivan v. Florida afirma:

En palabras de Simpson a este Tribunal, "era un monstruo".

En ese escrito, en apoyo del demandante en el caso del Tribunal Supremo, Simpson admitió que, cuando era menor de edad, había estado en libertad condicional federal por disparar a buzones y golpear a un policía y que "era un monstruo".
Un día en Cody, Wyoming, cuando Simpson estaba en el instituto, él y unos amigos "salieron a hacer daño". Fueron a una estructura de reubicación de guerra abandonada y decidieron "incendiarla". Cometieron un incendio provocado en una propiedad federal, un delito que ahora se castiga con hasta veinte años de prisión si no hay heridos, y que se castiga con hasta cadena perpetua si el incendio provoca la muerte de una persona. Por suerte para Simpson, nadie resultó herido en el incendio.
Simpson no solo jugaba con el fuego, sino también con las armas. Jugaba con sus amigos a un juego en el que disparaban a las rocas cercanas, a veces con balas que robaban de la ferretería local. El objetivo del juego era estar lo más cerca posible de golpear a alguien sin llegar a hacerlo. Una vez más, Simpson tuvo suerte: nadie murió ni resultó gravemente herido, ni fue atrapado por sus padres.
Simpson y sus amigos fueron a disparar por toda su comunidad. Dispararon sus rifles contra buzones, agujereando varios y matando a una vaca. Dispararon sus armas contra una motoniveladora. "Simplemente armamos un infierno", dice Simpson. Las autoridades federales acusaron a Simpson de destruir la propiedad del gobierno y Simpson se declaró culpable. Recibió dos años de libertad condicional y se le exigió una restitución con sus propios fondos, fondos que debía obtener manteniendo un trabajo.

Tal y como lo ha descrito Simpson, "Cuanto más viejo te haces, más te das cuenta de que... tu propia actitud es estupefacta, y arrogante, y engreída, y una forma miserable de vivir".

Simpson declaró: "Yo era tonto, rebelde y estúpido. Y una persona diferente", añadiendo "No eres quien eres cuando tienes 16 o 18 años. Eres tonto y no te importa, y crees que eres eterno".

## Carrera inicial

### Cámara de Representantes de Wyoming
Simpson fue miembro de la Cámara de Representantes de Wyoming desde 1965 hasta 1977 por el condado de Park. Le siguió en la cámara cuatro años su hermano.

### Senado de los Estados Unidos
Simpson fue elegido para el Senado de los Estados Unidos el 7 de noviembre de 1978, pero fue nombrado para el puesto antes del 1 de enero de 1979, tras la dimisión de Clifford P. Hansen, que había sucedido en el escaño a Milward Simpson, el propio padre de Alan Simpson. De 1985 a 1995, Simpson fue el látigo republicano, líder republicano adjunto en el Senado, habiendo servido con el entonces líder republicano Bob Dole de Kansas. Fue presidente de la Comisión de Asuntos de los Veteranos de 1981 a 1985 y de nuevo de 1995 a 1997, cuando los republicanos recuperaron el control del Senado. También presidió la Subcomisión de Inmigración y Refugiados del Poder Judicial; la Subcomisión de Regulación Nuclear; la Subcomisión de Seguridad Social y la Comisión de Envejecimiento.
Simpson era un conservador moderado. Apoyó el derecho al aborto y votó en contra de la prohibición de los abortos tardíos, que no incluía una excepción por motivos de salud física, sino sólo por condiciones de riesgo vital, en 1995 y 1996. Sin embargo, se opuso a la financiación federal de los abortos y apoyó la Enmienda Hyde. También fue copatrocinador de un proyecto de ley para regular la inmigración.
Simpson votó a favor del proyecto de ley que establecía el Día de Martin Luther King Jr. como fiesta federal y votó inicialmente a favor de la Ley de Restauración de los Derechos Civiles de 1987 (pero votó para mantener el veto del presidente Reagan). Simpson votó a favor de los nombramientos de Robert Bork y Clarence Thomas para el Tribunal Supremo de los Estados Unidos.

## Después del Congreso
En 1995, perdió el puesto de jefe de filas frente a Trent Lott, de Misisipi, y no se presentó a la reelección en el Senado en 1996. De 1997 a 2000, Simpson impartió clases en el Centro Joan Shorenstein sobre prensa, política y políticas públicas de la Escuela de Gobierno John F. Kennedy de la Universidad de Harvard, en Cambridge (Massachusetts), y durante dos años fue director del Instituto de Política de la Escuela Kennedy.
A continuación, Simpson regresó a su casa de Cody y allí ejerce la abogacía con sus dos hijos abogados (William y Colin) en el bufete Simpson, Kepler y Edwards. Los tres son también socios del bufete Burg Simpson Eldredge Hersh & Jardine de Englewood, Colorado. Colin M. Simpson, la tercera generación de su familia en la política de Wyoming, fue un miembro republicano de la Cámara de Representantes de Wyoming que ejerció como Presidente de la Cámara en la 59.ª sesión de la Legislatura, de 2008 a marzo de 2010. Fue candidato a gobernador en las primarias de 2010, quedando en cuarto lugar.
Simpson enseña periódicamente en su alma mater, la Universidad de Wyoming en Laramie, con su hermano Pete. Ha terminado de ejercer como presidente de la "Campaña para la Distinción" de la UW, que recaudó 204 millones de dólares. Ese éxito se celebró con la gala "An Extraordinary Evening", en la que participaron el expresidente George H. W. Bush (que al parecer había considerado a Simpson para la vicepresidencia en 1988) y el vicepresidente Dick Cheney, otro exalumno de la UW, y su esposa Lynne Cheney.
En 2001, Simpson fue nombrado presidente honorario de la Coalición de Unidad Republicana (RUC), una alianza gay/heterosexual dentro del Partido Republicano. En calidad de tal, Simpson reclutó al expresidente Gerald Ford para que formara parte del consejo asesor de la RUC.
En 2002, Simpson participó en las primarias republicanas para gobernador de Wyoming en nombre del exdemócrata Eli Bebout, de Riverton. Bebout ganó las primarias, pero luego perdió las elecciones generales frente al candidato demócrata Dave Freudenthal, un exfiscal de los Estados Unidos nombrado por el presidente Bill Clinton.
Simpson fue uno de los cuatro oradores elegidos para elogiar al presidente George H. W. Bush en su funeral de Estado.

### Grupo de Estudio sobre Irak
En 2006, Simpson fue uno de los diez (cinco demócratas y cinco republicanos) contribuyentes al Informe del Grupo de Estudio sobre Irak.

### La Comisión Nacional de Responsabilidad y Reforma Fiscal
Simpson fue nombrado en 2010 copresidente de la Comisión Nacional de Responsabilidad y Reforma Fiscal del Presidente Obama junto con Erskine Bowles.
Simpson ha hablado extensamente sobre la carga que supone para las generaciones futuras la estructura de los actuales programas de derechos. En un artículo de opinión, "Young Americans get the shaft", publicado en The Washington Post el 13 de junio de 2012, Matt Miller relató que en 1995 le preguntó a Simpson (entonces senador estadounidense) cómo solucionar este problema. Miller declaró que Simpson le dijo que "nada cambiaría hasta que alguien como yo pudiera entrar en su despacho y decir: 'Soy de la Asociación Americana de Jóvenes. Tenemos 30 millones de miembros y te estamos observando, Simpson. Si te metes con nosotros, te eliminaremos'".
Ha seguido defendiendo la responsabilidad fiscal como miembro del Comité para un Presupuesto Federal Responsable y fundador de la Campaña para Arreglar la Deuda.

### Reforma de la financiación de las campañas
Simpson ha sido un fuerte crítico de la sentencia del Tribunal Supremo de EE. UU. en el caso Citizens United v. FEC, y ha pedido una enmienda a la Constitución de los Estados Unidos para anular la decisión del Tribunal Supremo en el caso. En una entrevista con la Radio Pública de Wyoming, Simpson dijo: "Creo que a la mayoría de los estadounidenses les gustaría ver límites razonables en los gastos de campaña".

### Promoción del tema
Simpson ha sido un abierto defensor del derecho al aborto, afirmando que este asunto no debería ser una cuestión política en un partido que cree en "el gobierno fuera de nuestras vidas" y en "el derecho a que nos dejen en paz" y "el precioso derecho a la privacidad". Apoya los derechos del colectivo LGBT y la igualdad sin importar la raza, el color, el credo, el género o la orientación sexual. En un artículo publicado en The Washington Post, Simpson criticó la política de "No preguntes, no digas", que ya ha dejado de aplicarse, afirmando que "ser gay es una categoría artificial que dice poco de una persona. Nuestras diferencias y prejuicios palidecen al lado de nuestro desafío histórico".

### Participación cívica
Simpson forma parte del Consejo de Administración del Instituto Nacional para el Discurso Civil (NICD). Este instituto se creó en la Universidad de Arizona tras el tiroteo de la congresista Gabby Giffords.
Simpson es miembro honorario del consejo de la organización humanitaria Wings of Hope.
Simpson es también copresidente del Consejo Asesor de Issue One, una organización sin ánimo de lucro que busca reducir el papel del dinero en la política.
En 2016, se unió al Consejo Asesor de American Promise, una organización nacional e interpartidista que aboga por una 28.ª Enmienda a la Constitución de los Estados Unidos que permita al Congreso de los Estados Unidos y a los estados establecer límites al gasto de las campañas en las elecciones estadounidenses.

### Medalla Presidencial de la Libertad
El 1 de julio de 2022, la Casa Blanca anunció que el exsenador Simpson recibiría la Medalla Presidencial de la Libertad. Recibió la condecoración el 7 de julio de ese mismo año a manos del presidente Joe Biden en una ceremonia en la Casa Blanca. Su mención dice así:

Veterano del ejército y servidor público Alan Simpson sirvió con convicción e integridad durante 18 años como senador republicano de los Estados Unidos por su amado estado de Wyoming. A pesar de la creciente polarización unió a la gente con ingenio y sabiduría para progresar y encontrar un terreno común, nunca tuvo miedo de defender lo que consideraba correcto trabajó en temas urgentes como la reforma de la financiación de las campañas y la igualdad matrimonial. Alan Simpson ejemplifica nuestras ideas nacionales de discordias civiles gobierno responsable y servicio público.

Recibió la medalla junto a otras personalidades como Simone Biles, Gabrielle Giffords, Steve Jobs, John McCain, Megan Rapinoe y Richard Trumka.

## Otra actividad y cultura popular
La edición del 7 de junio de 1994 del ya desaparecido tabloide Weekly World News informó de que 12 senadores estadounidenses eran extraterrestres de otros planetas, incluido Simpson. Associated Press publicó un artículo de seguimiento que confirmaba la participación irónica de las oficinas del Senado en la historia. El entonces portavoz del senador Simpson, Charles Pelkey, cuando se le preguntó por los orígenes galácticos de Simpson, dijo a la AP: "solamente tenemos una cosa que decir: Klaatu barada nikto". Se trataba de una cita de una película clásica de ciencia ficción, El día que la Tierra se detuvo (1951), en la que un alienígena llega en platillo volante a Washington D. C.
Simpson también se interpretó a sí mismo en un cameo de la película Dave (1993).
En diciembre de 2012, Simpson filmó un video de "Gangnam Style" para una campaña, con un hombre disfrazado de lata. El vídeo, dirigido a los jóvenes, se titula "The Can Kicks Back", una referencia a la tendencia de los miembros del Congreso a "patear la lata por el camino" para evitar tomar decisiones difíciles sobre la reducción de la deuda nacional. En el vídeo, Simpson amonesta a los estadounidenses más jóvenes a hacer un mejor uso de sus redes sociales que "instagramear su desayuno y tuitear sus problemas del primer mundo". Aconseja a los más jóvenes que utilicen sus habilidades y recursos en las redes sociales para reunir a sus amigos y que se unan a La Lata Contraataca. Si los estadounidenses más jóvenes no prestan atención, dice Simpson, "estos viejos gallos limpiarán el Tesoro antes de que tú llegues".

## Reconocimientos
En 1998, Simpson recibió el Golden Plate Award de la American Academy of Achievement presentado por el General Colin Powell, miembro del Consejo de Premios.
En 2011, Alan Simpson y Erskine Bowles recibieron el Premio Paul H. Douglas a la Ética en el Gobierno por su trabajo en la Comisión Nacional de Responsabilidad y Reforma Fiscal.
Po su contribución hacia la defensa de la Democracia y de los derechos civiles en los Estados Unidos y el mundo, el 7 de julio de 2022, recibió de manos del Presidente de los Estados Unidos, Joe Biden, la Medalla Presidencial de la Libertad.